# Saint Albray

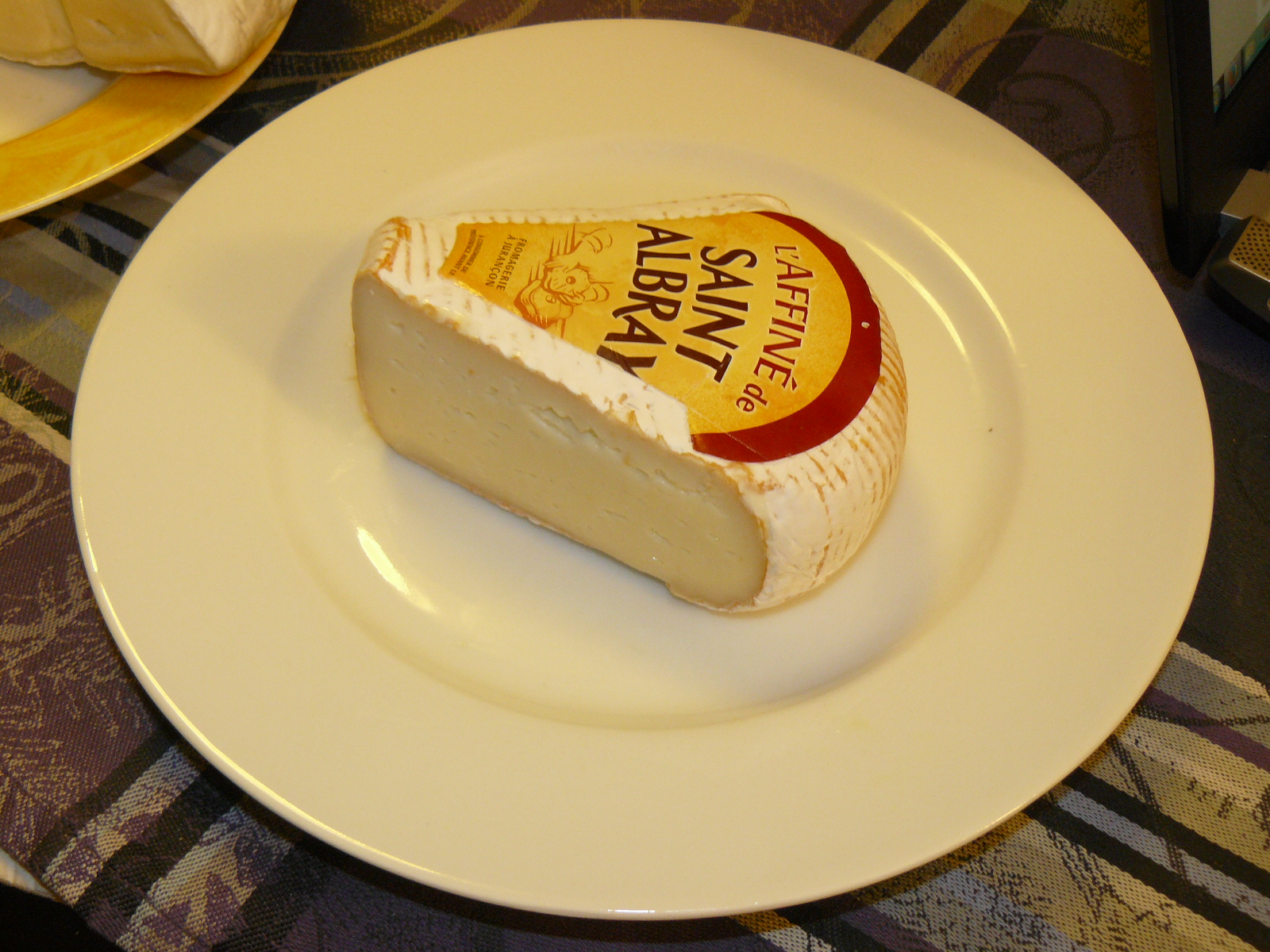
Saint Albray

Saint Albray je měkký sýr vyráběný z pasterizovaného kravského mléka. Vyrábí se ve Francii v regionu Akvitánie. Tento sýr je hodně podobný sýru Camembert, není ale tak výrazný. Prodává se jako bochník ve tvaru šestilistého květu s otvorem uprostřed. Doba zrání je minimálně dva týdny. Při podávání by měl být dobře vyzrálý. Pokud má sýr
na řezu tvarohovou konzistenci, dobře vyzrálý není.

## Historie
Na rozdíl od mnoha ostatních tradičních francouzských sýrů, je historie sýru Saint Albray poměrně krátká. Začátek výroby se datuje do roku 1976.